# Bataille de Clastidium
La bataille de Clastidium (aujourd’hui Casteggio, dans la province de Pavie) a eu lieu en 222 av. J.-C opposant une armée de la république de Rome menée par le consul Claudius Marcellus contre les Insubres, peuple celte du nord de l'Italie, et les Gésates menés par Viridomaros.
Les Romains remportèrent la bataille. Marcellus reçut les spolia opima (litt. dépouilles opimes, butin), l'un des plus grands honneurs dans la Rome antique (elles ne furent enlevées que trois fois en 530 ans), en tuant Viridomarus en combat singulier. Un denier frappé par P. Cornelius Lentulus Marcellinus vers 44 av. J.-C, représente Marcellus, se tenant sur le haut stylobate d'un temple rectangulaire, et tenant les dépouilles opimes dans sa main. 

## Historique
Trois ans plus tôt, lors de la bataille de Télamon, la victoire romaine avait diminué les ardeurs des Insubres. 
Maintenant, les Romains assiègent Acerrae, une localité fortifiée entre le Pô et les Alpes transalpines, et refusent les propositions de paix des Insubres. Ceux-ci étant alliés avec Viridomaros et ses 30 000 Gésates venant de la vallée de Rodano sont surpris par cette manœuvre et n'arrivent pas à déloger les Romains. Viridomaros envoie 10 000 Gésates faire une diversion sur le bourg de Clastidium (oppidum principal des Anares), depuis peu occupé par les Romains. L'infanterie romaine en petit nombre est encerclée et Viridomaros défie en combat singulier le consul Claudius Marcellus mais est tué par celui-ci. Une confusion s'installe et la cavalerie romaine en profite pour charger les Gésates qui sont repoussés vers une petite rivière, la Coppa, affluent du Pô. Après un long combat, les cavaliers romains mettent en fuite les Gèsates qui laissent beaucoup de morts sur le terrain.
Marcellus retourne à Acerrae qu'il libère et se dirige ensuite vers la cité de Mediolanum (Milan), capitale des Insubres, qui tombe après quelques semaines de siège.
Marcellus reçut les honneurs du triomphe à Rome ; une dédicace le rappelle encore, écrite sur « I Fasti Triumphales », inventaire annuel des triomphes accordés aux magistrats de la Rome antique. Ils furent publiés en 12 ap. J.-C. et contiennent la liste des victoires romaines depuis la fondation de la Ville jusqu'à la fin du règne d'Auguste. Ils sont conservés aux Musées du Capitole, à Rome.
| Texte latin | Traduction française |
| --- | --- |
| M. CLAUDIUS M. F. M. N. MARCELLUS M. CLAUDIUS M. F. M. N. MARCELLUS COS. DE GALLEIS INSUBRIBUS ET GERMAN ISQUE SPOLIA OPIMA RETTULIT REGE HOSTIUM VIRDUMARO AD CLASTIDIUM INTERFECTO, AN. DXXXI,K. MART. | « Le consul Marcus Claudius Marcellus, fils du consul Marcus Claudius Marcellus, petit-fils du consul Marcus Claudius Marcellus, à la Bataille de Clastidium contre les Celtes Insubres et Germains , rapporta comme butin les dépouilles opimes du roi ennemi Viridomaros »— an 531,K. MART. |